# Cinco niños
Cinco niños (en hangul, 아이가 다섯; romanización revisada, Aiga daseot) es una serie de televisión surcoreana emitida durante 2016 sobre el nacimiento de familia ensamblada que luego del romance entre un jefe viudo y su empleada que es abandonada por su marido, deciden juntar sus hijos y formar la familia que nunca pudieron tener, mientras en su entorno diferentes historias de amor se entrelazan.
Es protagonizada por Ahn Jae-wook, So Yoo Jin, Shim Hyung Tak, Shim Yi Young, Lim Soo Hyang, Shin Hye Sun, Sung Hoon y Ahn Woo Yeon. Fue transmitida en su país de origen por KBS 2TV desde el 20 de febrero hasta el 21 de agosto de 2016, con una extensión de 54 episodios emitidos las tardes de cada sábados y domingos a las 19:55 (KST).

## Argumento
Han pasado cinco años y el viudo Lee Sang Tae (Ahn Jae Wook) aún no puede olvidar a su difunta esposa, durante todo ese tiempo cría a sus dos hijos junto a la familia materna de los niños, cuyos abuelos Jang Min Ho (Choi Jung Woo) y Park Wok Soon (Song Ok Sook) sufren una obsesión con él y todo lo relacionado con su persona, alejándolo un poco de su familia real, porque Min Ho y Wok Son los consideran de baja clase por tener un restaurante. Sin embargo la familia Jang quienes demuestran gran cantidad de dinero, parecen no tener un buen pasado ni una buena educación, siendo pasados a llevar en más de una ocasión por la empleada doméstica que posee más clase que ellos.
Por otro lado Ahn Mi Jung (Soo Yoo Jin) es una desafortunada madre soltera con tres hijos, que fue abandonada descaradamente por su esposo Yoon In Chul (Kwon Oh Joong), quien se fue a vivir con su mejor amiga. Mi Jung vive en un apartamento con sus tres hijos más su abuela, pero, ella decide no contarles nada acerca de su fallido matrimonio, fingiendo que él se fue por trabajo a Estados Unidos. Un día, Mi Jung encuentra trabajo, ahí conoce a Sang Tae, que logra superar la muerte de su esposa enamorándose de ella, pero su relación no es bien recibida por los demás y deberán trabajar juntos en formar una sola familia.

## Reparto

### Personajes principales
- Ahn Jae-wook como Lee Sang Tae.[6]
- So Yoo Jin como Ahn Mi Jung.[7]
- Shim Hyung Tak como Lee Ho Tae.
- Shim Yi Young como Mo Soon Young.
- Lim Soo Hyang como Jang Jin Joo.
- Shin Hye Sun como Lee Yeon Tae.
- Sung Hoon como Kim Sang Min.
- Ahn Woo Yeon como Kim Tae Min.

### Personajes secundarios
- Jang Yong como Lee Shin Wook.
- Park Hye Sook como Oh Mi Sook.
- Jo Hyun Do como Lee Soo.
- Kwon Soo Jung como Lee Bin.
- Choi Jung Woo como Jang Min Ho.
- Song Ok Sook como Park Wok Soon.
- Kim Chung como Lee Jum Sook.
- Kwon Oh Joong como Yoon In Chul.
- Wang Bit Na como Kang So Young.
- Sung Byung Sook como Jang Soon Ae.
- Jung Yoon Suk como Yoon Woo Young.
- Kwak Ji Hye como Yoon Woo Ri.
- Choi Yoo Ri como Yoon Woo Joo.
- Jun Se Hyun como Chun Sung Hee.
- Lee Chan Hee como Park Hae Sung.
- Hae Bit Na como Yoo Young Jae.

### Otros personajes
- Jung Dong Kyu como Juez.
- Kim Hyun como Asistente.
- Jung Soo In como Doctora.
- Kim Ji Eun como Chica de la cita a ciegas.
- Kim Sun Hwa.
- Kim Kyung Ryong.
- Park Yong.
- Joo Boo Jin.
- Yoo Soon Chul
- Lee Min.
- Kim Mi Rin.
- Kim Hee Chang.
- Min Dae Shik.
- Hong Ki Joon.
- Yoon Da-kyung.
- Tae Won-seok.
- Lee Ji-ha como la consejera del centro de madres solteras.